# Декомунизација у Украјини
Декомунизација у Украјини је почела током распада Совјетског Савеза 1991. године. Након Револуције достојанства 2014. године, украјинска влада је одобрила законе који су забранили комунистичке симболе.
У мају 2015. године, председник Украјине Петро Порошенко потписао је сет закона којим је започео шестомесечни период за уклањање комунистичких споменика (осим споменика из Другог светског рата) и преименовање јавних места са називима везаним за комунисте. У мају је ОЕБС изразио забринутост да би закони могли негативно утицати на слободу штампе у Украјини.
Следећег јула Министарство унутрашњих послова одузело је Комунистичкој партији Украјине, Комунистичкој партији Украјине (обновљеној) и Комунистичкој партији радника и сељака право учешћа на изборима и изјавило да наставља судске радње које су започете јула 2014. да оконча регистрацију комунистичких партија у Украјини. У децембру 2015. ове странке су забрањене; Комунистичка партија Украјине се жалила на забрану суду. Комунистичка партија је наставила да учествује на изборима тако што се придружила кровним групама и кандидовала се као независни кандидати, док друге две странке нису оспоравале њихову забрану. Комунистичка партија је потпуно забрањена и њена имовина је заплењена у јулу 2022, током руске инвазије на Украјину.
До 2016. године преименоване су 51.493 улице и 987 градова и села, а уклоњено је 1.320 Лењинових споменика и 1.069 споменика другим комунистичким личностима.

## Историја
Незванични процес декомунизације започео је у Украјини након распада Совјетског Савеза и наредне независности Украјине 1991. Први председник Украјине након стицања независности земље од Совјетског Савеза 1991. године, Леонид Кравчук, такође је издао наредбе усмерене на „десовиетизацију“ почетком 1990-их. Наредних година, иако спорим темпом, историјски споменици совјетским лидерима уклањани су у Украјини; овај процес је ишао много даље у западним регионима који говоре украјински него у индустријализованим источним регионима који углавном говоре руски. Закони о декомунизацији рађени су у украјинском парламенту 2002, 2005, 2009, 2011. и 2013. године, али сви нису успели да се реализују.
Током и након Евромајдана, почевши од пада споменика Лењину у Кијеву 8. децембра 2013, демонстранти су уклонили или уништили неколико Лењинових споменика и статуа.
У априлу 2014, годину дана пре формалног, националног процеса декомунизације у Украјини, локалне власти су уклониле и промениле комунистичке симболе и називе места, као у Дњепропетровску.
Украјински парламент је 9. априла 2015. усвојио закон о декомунизацији. Поднијела га је Друга влада Јацењука, забрањујући промоцију симбола " комунистичких и националсоцијалистичких тоталитарних режима". Једна од главних одредби закона било је признање режима Совјетског Савеза као „злочиначког“ и режима који је „водио политику државног терора“. Закон забрањује употребу комунистичких симбола и пропаганде и такође забрањује све симболе и пропаганду национал-социјализма и његових вредности и било које активности нацистичких или фашистичких група у Украјини. Забрана се односи на споменике, називе места и улица. Забрана се не односи на споменике из Другог светског рата и када се симболи налазе на гробљу. Изражавање прокомунистичких ставова није било противзаконито. Забрана комунистичких симбола јесте довела до уклањања стотина статуа, замене уличних знакова и преименовања насељених места, укључујући неке од највећих градова Украјине попут Дњепра. Градска управа Дњепра проценила је у јуну 2015. да ће 80 улица, насипа, тргова и булевара морати да буде преименовано. Максим Еристави из Хромадске. ТВ је крајем априла 2015. проценила да би преименовање у целој земљи коштало око 1,5 долара милијарде. Закон је такође дао посебан правни статус ветеранима „борбе за украјинску независност “ од 1917. до 1991. године (животни век Совјетског Савеза). Истог дана, парламент је усвојио и закон којим је у националном лексикону термин „ Велики отаџбински рат “замењен са „Други светски рат“ од 1939. до 1945. (уместо 1941–45. као што је случај са „Великим отаџбинским ратом“). промена од великог значаја.
Председник Украјине Петро Порошенко је 15. маја 2015. потписао законе о декомунизацији. Тиме је почео шестомесечни период за уклањање комунистичких споменика и преименовање јавних места названих по темама везаним за комунизам.
Украјински закон о декомунизацији се примењује, али није ограничен на:
- заставу Совјетског Савеза
- заставе Украјинске Совјетске Социјалистичке Републике и 14 других република Совјетског Савеза, као и заставе социјалистичких земаља Источне Европе и иностранства
- државни грб Совјетског Савеза и његових конститутивних република, као и социјалистичких земаља источне Европе и иностранства
- Државну химну Совјетског Савеза и припадајућих република
- Црвену звезду
- чекић и срп
- слике са ликом Владимира Лењина, Лава Троцког, Јосифа Стаљина, Мао Цедунга, Ким Ил Сунга и Че Геваре
- војне униформе

Закони су објављени у Холос Украиини 20. маја 2015. године, чиме су сутрадан званично ступили на снагу.
Украјински Институт националног памћења објавио је 3. јуна 2015. списак од 22 града и 44 села која подлежу преименовању. Убедљиво већина ових места била је у региону Донбаса у источној Украјини; остали су се налазили у централној и јужној Украјини. Према законима о декомунизацији, општинске власти су имале рок до 21. новембра 2015. да промене назив насеља којим управљају. За насеља која нису успела да преименују, покрајинске власти су имале рок до 21. маја 2016. да промене назив. Ако је после тог датума насеље и даље задржало свој стари назив , Кабинет министара Украјине је преименовао насеље.
Указом од 24. јула 2015. заснованом на законима о декомунизацији, украјинско министарство унутрашњих послова одузело је Комунистичкој партији Украјине, Комунистичкој партији Украјине (обновљеној) и Комунистичкој партији радника и сељака право да учествују на изборима и навело је да се то наставља. судске радње (које су започете у јулу 2014.) за окончање регистрације украјинских комунистичких партија.
Окружни управни суд у Кијеву је 30. септембра 2015. забранио партије Комунистичка партија радника и сељака и Комунистичка партија Украјине (обновљена); обојица се нису жалили.
У октобру 2015, статуа Лењина у Одеси је претворена у статуу негативца из Ратова звезда Дарта Вејдера.
Окружни управни суд у Кијеву је 16. децембра 2015. у потпуности потврдио тужбу Министарства правде, забрањујући активности Комунистичке партије Украјине. Странка се жалила на ову забрану Европском суду за људска права.
У марту 2016, статуе Лењина, Феликса Џержинског, Сергеја Кирова и споменик Комсомолу уклоњене су или скинуте у источном граду Запорожју. Статуа која гледа на Дњепарску хидроелектрану (раније названа Лењинова брана) била је највећа преостала Лењинова статуа у Украјини.
Украјински парламент је 19. маја 2016. изгласао преименовање четвртог по величини украјинског града Дњепропетровска у „Дњепар“. Преименовање различитих локација је потписано у закон 20. маја 2016.
Украјински парламент је у јулу 2016. прогласио да ће нови називи места на Криму, под пуном руском контролом од руске анексије Крима 2014. године, „ступити на снагу повратком привремено окупиране територије Аутономне Републике Крим и Севастопољ под општом јурисдикцијом Украјине“.
У мају 2017, 46 украјинских посланика, углавном из фракције Опозиционог блока, поднело је жалбу Уставном суду Украјине да прогласи неуставним законе о декомунизацији из 2015.
Директор Украјинског института националног сећања Владимир Вјатрович изјавио је у фебруару 2018. да је „декомунизам у контексту лишавања симбола тоталитарног режима заправо завршен“. Иако је по њему град Кијев заостајао.
У фебруару 2019. Централна изборна комисија Украјине одбила је да региструје кандидатуру (лидера Комунистичке партије) Петра Симоненка за украјинске председничке изборе 2019. због чињенице да статут, назив и симболика Комунистичке партије Украјине нису били у складу са законима о декомунизацији из 2015. Симоненко се жалио на одлуку, али је апелациони суд потврдио одлуку Централне изборне комисије Украјине. Током истог месеца фебруара, најављено је да ће област Дњепропетровск у будућности бити преименована у „Сичеслав“.
Уставни суд Украјине је 16. јула 2019. потврдио украјинске законе о декомунизацији из 2015. године.
Дана 7. новембра 2020. године у селу Мала Рохан, са фасаде једне школе демонтиран је грб Украјинске Совјетске Социјалистичке Републике.
Дана 27. априла 2022. (током руске инвазије на Украјину 2022.), 27 ft (8 m) Бронзана статуа из совјетске ере испод Лука пријатељства народа у Кијеву, која представља руско-украјинско пријатељство, уклоњена је наредбом градоначелника Кијева Виталија Кличка.

## Критика
ОЕБС је 18. маја 2015. изразио забринутост да би закони могли негативно утицати на слободу штампе у Украјини. ОЕБС је такође изразио жаљење због тога што је видео недостатак могућности цивилног друштва да учествује у јавним расправама о законима.
Харковска група за заштиту људских права изјавила је (у мају 2015.) да су закони „(један од којих) ефективно криминализују јавно изражавање ставова многих Украјинаца“.
Руски посланици су тврдили (у априлу 2015.) да је „цинично“ стављати комунистички и нацистички симбол у један поредак, а проруски побуњеници у Донбасу (регион у источној Украјини) осудили су закон. Тадашњи шеф Доњецке Народне Републике Александар Захарченко изјавио је крајем фебруара 2016. да ће, када се преименовани градови „врате под нашу јурисдикцију“, они бити преименовани у претходно декомунизовано име.
Венецијанска комисија је 18. децембра 2015. изјавила да украјински закони о декомунизацији нису у складу са европским законодавним стандардима. Посебно је био критичан према забрани комунистичких партија.
У фебруару 2022, у вези са председничким обраћањем руског председника Владимира Путина у јеку руско-украјинске кризе, Путин је тврдио да декомунизација Украјине нема никаквог смисла јер је „модерну Украјину створила комунистичка Русија, а посебно Лењин“. Виталиј Червоненко са Би-Би-Сија је приметио колико је Путин пажљиво ћутао о независним украјинским државним формацијама 1917–1920 и рату Кијева са Лењиновом бољшевичком владом, чија је сврха била да укључи Украјину у бољшевичку Русију.

## Резултати
Од 16. децембра 2015. у Украјини су забрањене три комунистичке партије (Комунистичка партија Украјине, Комунистичка партија Украјине (обновљена) и Комунистичка партија радника и сељака). Једина странка која је уложила жалбу на ову забрану била је Комунистичка партија Украјине; ово је резултирало тиме да одлука суда о забрани Комунистичке партије Украјине није ступила на снагу. Међутим, закон о декомунизацији из априла 2015. садржи норму која дозвољава Министарству правде да забрани Комунистичкој партији учешће на изборима.
Украјина је имала 5.500 Лењинових споменика 1991. године. До децембра 2015. број опао на 1.300. Више од 700 Лењинових споменика је уклоњено и/или уништено од фебруара 2014. (када је срушено 376) до децембра 2015. године. Украјински институт националног сећања објавио је 16. јануара 2017. да је током декомунизације демонтирано 1.320 Лењинових споменика.
Украјински институт националног сећања је 16. јануара 2017. саопштио да су 51.493 улице, тргови и „други објекти“ преименовани због декомунизације. До јуна 2016. године преименовано је 19 округа, 27 градских округа, 29 градова, 48 насеља градског типа, 119 сеоских насеља и 711 села. Четврти по величини град је преименован из Дњепропетровска у Дњепар. У другом по величини граду у Украјини, Харкову, више од 200 улица, 5 административних области, 4 парка и 1 метро станица је преименовано до почетка фебруара 2016. Током целе 2016. године преименовано је 51.493 улице и 987 градова и села, преименовано је 25 округа и уклоњено 1.320 Лењинових споменика и 1.069 споменика другим комунистичким личностима. У неким селима Лењинове статуе су преправљене у „некомунистичке историјске личности“ да би се уштедео новац. Један од најистакнутијих примера био је Лењинов споменик у Одеси, који је преуређен у споменик Дарту Вејдеру.
У фебруару 2019, Гардијан је известио да су две Лењинове статуе у Чернобилској зони искључења биле једине две преостале Лењинове статуе у Украјини, ако се не узимају у обзир окупиране територије Украјине . У јануару 2021. „Радио Слободна Европа/Радио Слобода“ је лоцирао три преостале Лењинове статуе у три мала села (под контролом Украјине).
У јануару 2021, 24 украјинске улице су и даље носиле назив по бившој космонауткињи Валентини Терешковој (од тога 6 у деловима Украјине који нису под контролом владе), према законима о декомунизацији из 2015. требало је да буду преименоване. Последња Лењинова статуа у Украјини (искључујући територије које су тренутно припојене Русији или окупиране од стране сепаратиста) срушена је у Старом Тројану, Измаилски округ, Одеска област 27. јануара 2021.
Директор Украјинског института националног сећања Владимир Вјатрович изјавио је у фебруару 2018. да би још увек постојећи совјетски срп и чекић на штиту споменика Отаџбини у Кијеву требало уклонити како би се ускладили са законима о декомунизацији земље и заменити га украјинским трозубом .
Током руске инвазије на Украјину 2022. године, многе статуе Лењина широм Украјине, које су Украјинци срушили претходних година, поново су поставили Руси у областима под руском контролом.

## Анкете
Анкета из новембра 2016. показала је да 48% испитаника подржава забрану комунистичке идеологије у Украјини, 36% је против, а 16% неодлучно. Такође је показало да је 41% испитаника подржало иницијативу за демонтажу свих споменика Лењину у земљи, док је 48% било против, а 11% неодлучно.
Од 8. априла 2022. године, према анкети социолошке групе Ратинг, 76% Украјинаца подржава иницијативу за преименовање улица и других објеката чија имена се повезују са Совјетским Савезом и Русијом након руске инвазије на Украјину 2022. године.